# 玉足海参
玉足海参（学名：Holothuria leucospilota）为海参科海参属的动物，俗名乌参、乌虫参、黑狗参、红参。分布于印度-西太平洋区域、台湾岛以及中国大陆的福建、广东、广西、海南岛、西沙群岛等地，主要生活于潮间带中潮或高潮区、裸露于水洼中、或珊瑚礁区以及或石下。该物种的模式产地在马绍尔群岛。